# PESA

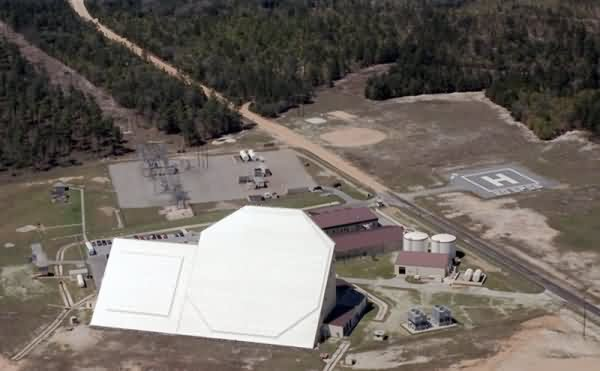
AN/FPS-85. 송신부와 수신부가 따로 분리되어 있다.

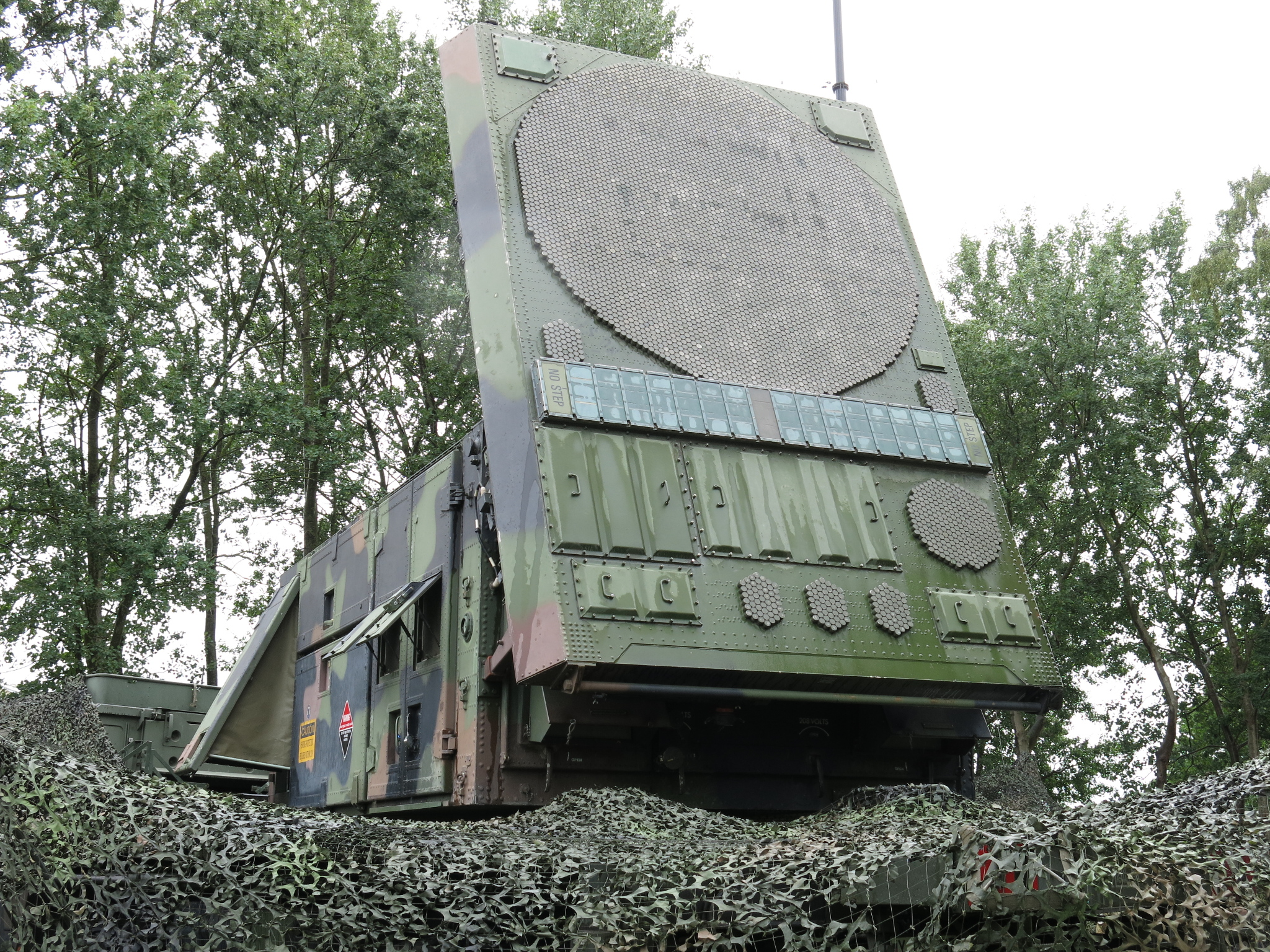
독일군 패트리어트 PAC-2의 AN/MPQ-53 레이다

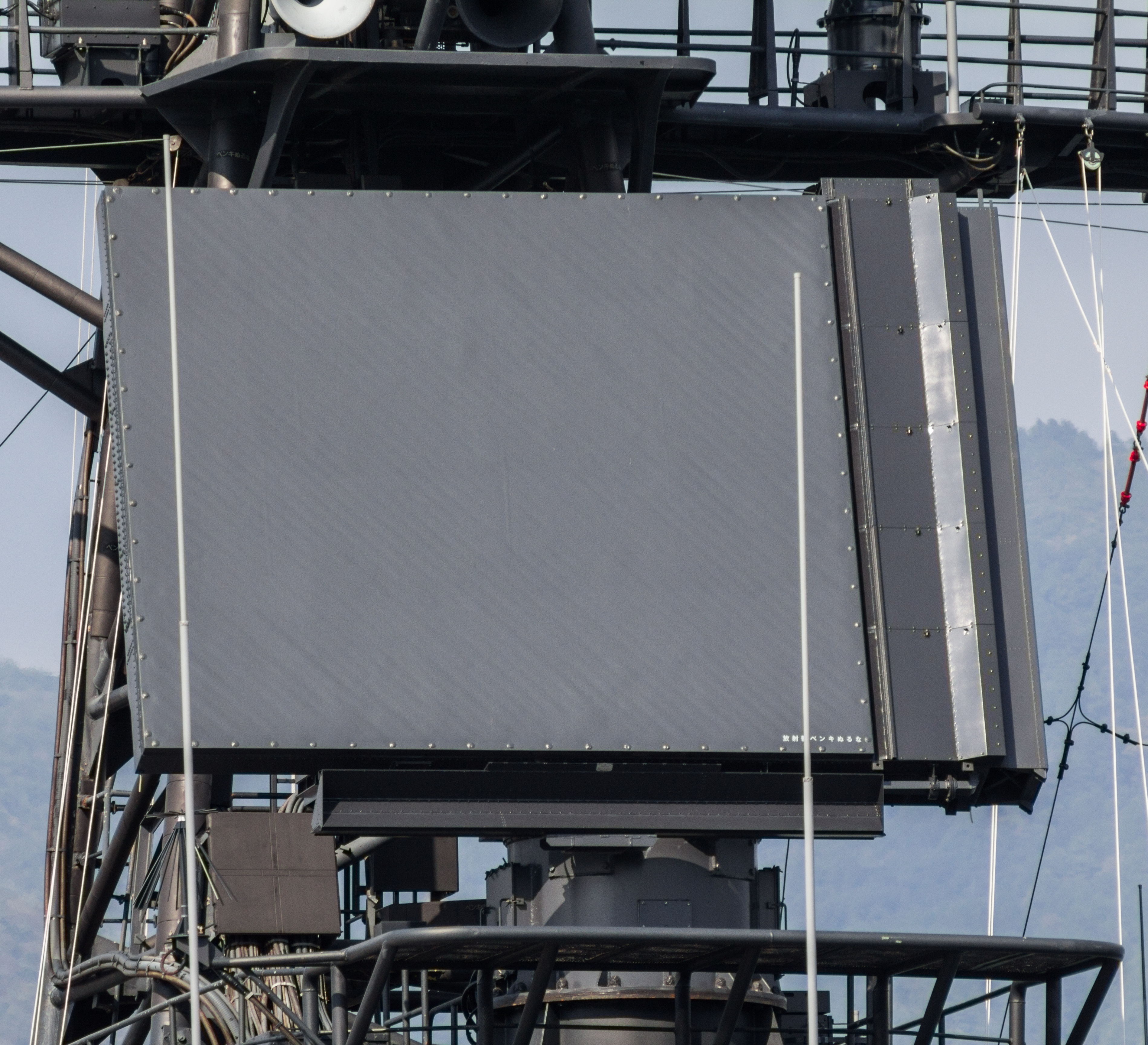
일본의 OPS-12 해상 레이다

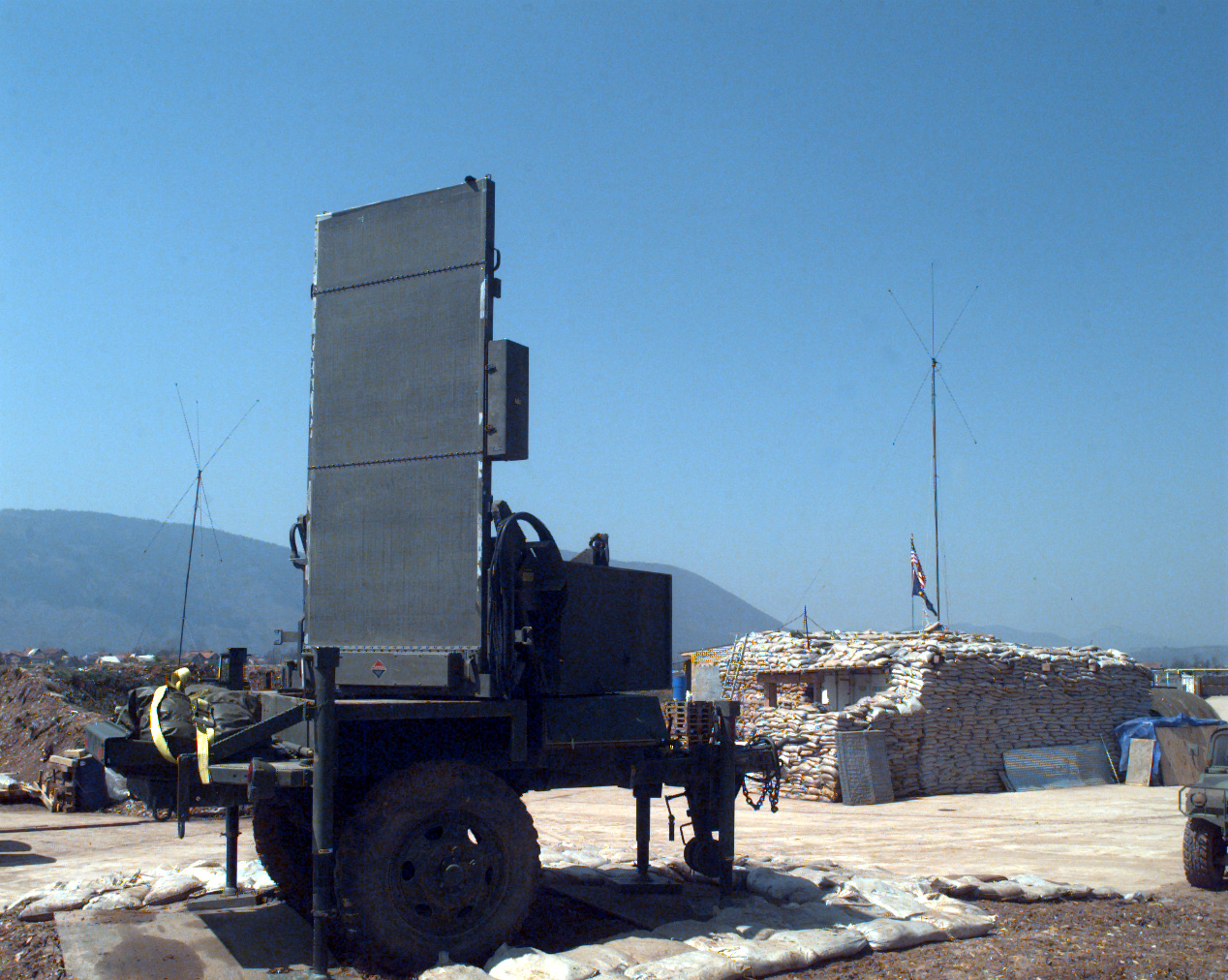
AN/TPQ-36 파이어파인더 대포병 레이더

PESA는 수동식 위상 배열 레이더이다.

## 역사
AESA와 비교하면, PESA는 송신기와 수신기가 분리되어 있다. 모든 것이 컴퓨터에 의해 통제된다. AESA는 PESA 기술 보다 발전된 2세대 버전이다.
전세계 위상배열레이더의 대부분은 PESA이다.
1959년, DARPA는 실험적인 위상 배열 레이더를 개발했다. ESAR(Electronically Steered Array Radar)라고 불렀다. 최초의 모듈이 1960년 제작되었다. 이것으로 AN/FPS-85 레이더를 개발했다.

## 제품
- AN/FPQ-16 PARCS at Cavalier Air Force Station
- AN/MPQ-53 패트리어트 PAC-2 레이더
- AN/MPQ-65 패트리어트 PAC-3 레이더
- AN/SPQ-11 Cobra Judy
- AN/SPY-1 이지스함
- AN/TPQ-36 파이어파인더 대포병 레이더
- AN/TPQ-37 파이어파인더 대포병 레이더
- AN/APY-1 보잉 E-3 센트리 조기경보기
- AN/APY-7 E-8 조인트스타스
- AN/APQ-164 B-1B 초음속 전략 폭격기
- AN/APQ-181 B-2 스텔스 전략 폭격기
- ARTHUR 대포병 레이더
- ARABEL
- EL/M-2026B VSHORAD
- EMPAR
- Flap Lid 러시아 S-300 지대공 미사일
- Tomb Stone 러시아 S-300 지대공 미사일
- 천궁 (유도탄), 러시아 S-300 레이더 기술도입
- FuMG 41/42 Mammut radar used by Nazi Germany for early warning against Allied bombers (worlds first operational phased array radar)
- Rajendra Radar
- Zaslon, 미그-31
- Irbis-E Su-35BM
- RBE2 다소 라팔
- NIIP N011M Bars for SU-30MKI
- Leninets V004 Su-34
- OPS-12 일본의 해상 레이더
- TRML-3D
- Asr, an Iranian PESA